# Sofiane Melliti
Sofiane Melliti (in arabo سفيان مليتي‎?; Siliana, 18 agosto 1978) è un ex calciatore tunisino, di ruolo centrocampista.